# Yapo Kpa
Yapo Kpa est un village de la région de l'Agnéby-Tiassa dans le Sud de la Côte d'Ivoire. Cette localité est administrativement rattachée au département d'Agboville,.